# 川村純義

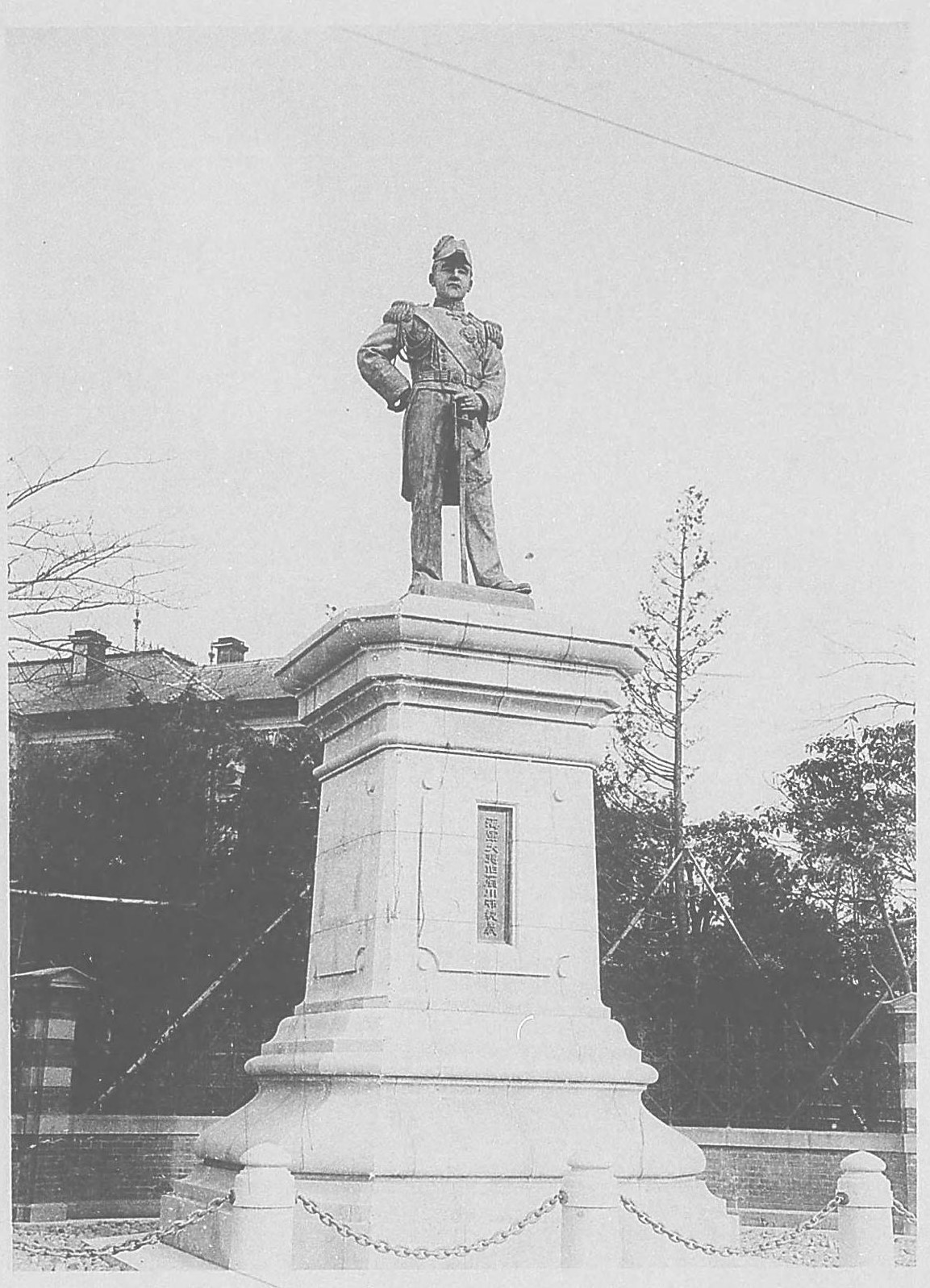
海軍省にあった銅像

川村 純義（かわむら すみよし、天保7年11月11日〈1836年12月18日〉 - 1904年〈明治37年〉8月12日）は、日本の海軍軍人。海軍大将従一位勲一等伯爵。鹿児島県出身。通称は与十郎。

## 生涯
川村与十郎の長男として生まれる。家格は御小姓組で最下級の藩士であった。妻の春子は椎原国幹の娘であり、椎原国幹の姉は西郷隆盛の母（政佐）であった。川村は西郷から実弟のように可愛がられたという。
安政2年（1855年）に江戸幕府が新設した長崎海軍伝習所へ一期生として、五代友厚などと共に薩摩藩より選抜されて入所。
西郷との縁もあって重用され、慶応4年（1868年）1月にはじまった戊辰戦争では薩摩藩4番隊長として各地、特に会津戦争に奮戦した。戊辰戦争から薩摩に凱旋すると、門閥排斥の先頭に立った。純義は藩主・島津忠義の面前で藩主の弟の島津久治を戊辰戦争に出陣しなかった件で詰問し、その結果、気鬱を患った久治は後にピストルで自殺している。
明治維新後は、明治政府の海軍整備に尽力、1874年（明治7年）には海軍大輔、海軍中将に任ぜられる。
主要官職を薩長閥が握るに伴い、薩摩出身の川村は海軍の実質的指導者として諸事を取り仕切り、海軍創始期を担った（いわゆる薩摩海軍）。
明治6年（1873年）に明治六年政変（俗にいう征韓論争）で西郷が下野すると、多くの元薩摩藩士が従ったが、川村はあくまで中立を保ち軍に所属し続けた。
西南戦争にあたっては、私学校党の火薬庫襲撃直後、鹿児島に入り、県令・大山綱良と会談、制止に努めたが、私学校党幹部による妨害もあって不首尾に終わり帰京する。そして、開戦すると山縣有朋とともに参軍（総司令官）として海軍を率い、海上からの軍員及び物資輸送、海上からの砲撃等により戦争の鎮定にあたった。
西南戦争後、参議・海軍卿に就任し、海軍整備を継続したが、山縣有朋と異なり政治の世界とは一線を画した。太政官制のもとでは枢要な地位を占めたが、内閣制度への移行と同時にその座を追われた。一説には、物事をはっきりと言いすぎる性格が災いしたとも言われる。その後枢密顧問官となる。
明治天皇からの信任が篤く、1901年(明治34年)4月29日に誕生した皇孫の迪宮裕仁親王（後の昭和天皇）の養育、また、後年には淳宮雍仁親王（秩父宮）の訓育に従事した。1904年（明治37年）の逝去後、海軍大将に昇進。大日本帝国海軍で、戦死でなく死後大将に昇進したのは川村が唯一の例である。

## 栄典
位階
- 1884年（明治17年）12月27日 - 従三位[5]
- 1887年（明治20年）4月12日 - 正三位[6]
- 1904年（明治37年）8月12日 - 従一位[7]

爵位
- 1884年（明治17年）7月7日 - 伯爵[8]

勲章等
| 受章年                     | 略綬 | 勲章名                   | 備考 |
| -------------------------- | ---- | ------------------------ | ---- |
| 1877年（明治10年）11月2日  |      | 勲一等旭日大綬章         |      |
| 1889年（明治22年）11月25日 |      | 大日本帝国憲法発布記念章 |      |
| 1903年（明治36年）12月26日 |      | 旭日桐花大綬章           |      |

## 家族
妻・春子（鹿児島藩士椎原与右衛門の長女。弘化2年（1845年） - 1930年（昭和5年））。子に長男・川村鉄太郎、次男・大寺純藏、長女・常子は樺山資紀の長男樺山愛輔に嫁ぎ、その二女に白洲正子がいる。
長男・川村鉄太郎の長女・艶子は阪本瑞男に嫁ぎ、二女の花子は柳原義光（柳原前光の長男で柳原白蓮の異母兄）の後妻になり、三女・武子は「バロン西」こと西竹一に嫁いだ。
裕仁親王（昭和天皇）の誕生にともない、純義が養育主任となり、静岡県沼津市の川村家別邸（現・沼津御用邸内）で3年4か月養育した（秩父宮雍仁親王も育てた）。
東京麻布・狸穴町にあった自邸は、海軍省の設計もしたジョサイア・コンドル設計の洋館（1882年（明治15年）築）で、戦後取り壊され東京アメリカンクラブの用地となった。